# Harmogenanina implicata
Harmogenanina implicata é uma espécie de gastrópode  da família Helicarionidae.
É endémica de Maurícia.